# Getafe Central (metropolitana di Madrid)
Getafe Central è una stazione della linea 12 della metropolitana di Madrid.

## Storia
In previsione dell'apertura della stazione metropolitana, nel 1998 sono iniziati i lavori di costruzione di un fabbricato passeggeri che sostituisse il vecchio fabbricato della stazione ferroviaria e di interramento della linea ferroviaria nella tratta che attraversava l'area urbana di Getafe..
La stazione della metropolitana è stata inaugurata il 11 aprile 2003.
Nel 2014, a causa di lavori di upgranding la stazione è rimasta chiusa.
La ragione di questi lavori è stata la sostituzione delle rotaie e della massicciata. I miglioramenti, che hanno avuto un costo di 12,5 milione di euro, hanno permesso ai treni di circolare a più di 70 km/h chilometri all'ora rispetto ai 30 km/h con cui circolavano prima dei lavori.

## Interscambi
La fermata costituisce un interscambio con la stazione di Getafe Centro, servito dai treni della linea C-4 della rete di Cercanías di Madrid, esercita da Renfe Operadora.
Nelle vicinanze della stazione effettuano fermata numerose linee automobilistiche urbane ed extraurbane, gestite da EMT Madrid.
- Stazione ferroviaria (Getafe Centro)
- Fermata autobus